# Людинська сільська рада
Люди́нська сільська́ ра́да — колишній орган місцевого самоврядування в Дубровицькому районі Рівненської області. Адміністративний центр — село Людинь.

## Загальні відомості
- Людинська сільська рада утворена в 1944 році.
- Територія ради: 112,351 км²
- Населення ради: 2 162 особи (станом на 2001 рік)
- Водоймища на території, підпорядкованій даній раді: озеро Соміне, річка Сирень.

## Населені пункти
Сільській раді підпорядковані населені пункти:
- с. Людинь
- с. Золоте
- с. Партизанське
- с. Рудня

## Історія
21 січня 1986 року виконавчий комітет Ровенської обласної ради ухвалив рішення про об'єднання Людинської та Лютинської сільради в одну Людинську сільраду з центром у селі Людинь (постанову опубліковано 1 січня 1987 року). Проте вже 22 липня 1989 року виконавчий комітет Ровенської обласної ради народних депутатів ухвалив рішення про утворення Лютинської сільської ради з центром в селі Лютинськ (постанову опубліковано 15 серпня 1989 року).
Відповідно до Закону України «Про добровільне об'єднання територіальних громад» у Рівненській області у Дубровицькому районі Висоцька і Людинська сільські ради рішеннями від 21 і 26 квітня 2016 року об'єдналися у Висоцьку сільську територіальну громаду з адміністративним центром у селі Висоцьк включивши до її складу села Вербівка, Золоте, Людинь, Партизанське, Рудня та Хилін. Постанова про утворення територіальної громади опублікова у «Відомостях Верховної Ради України» 25 листопада 2016 року.
16 серпня 2016 року Рівненська обласна рада ухвалила рішення про виключення з облікових даних Людинської сільської ради. Рішення опублікове у «Відомостях Верховної Ради України» 19 жовтня 2018 року.

## Населення
Згідно з переписом УРСР 1989 року чисельність наявного населення сільської ради становила 3590 осіб, з яких 1706 чоловіків та 1884 жінки.
За переписом населення України 2001 року в сільській раді мешкали 2144 особи.
Станом на 1 січня 2011 року населення сільської ради становило 2011 осіб.

### Мова
Розподіл населення за рідною мовою за даними перепису 2001 року:
| Мова       | Відсоток |
| ---------- | -------- |
| українська | 99,35 %  |
| російська  | 0,37 %   |
| білоруська | 0,14 %   |
| молдовська | 0,05 %   |

### Вікова і статева структура
Структура жителів сільської ради за віком і статтю (станом на 2011 рік):
| Вік   | Чоловіків | Жінок | Разом |
| ----- | --------- | ----- | ----- |
| 0-17  | 246       | 232   | 478   |
| 18-39 | 247       | 272   | 519   |
| 40-59 | 299       | 248   | 547   |
| 60+   | 204       | 263   | 467   |
| Разом | 996       | 1015  | 2011  |

### Соціально-економічні показники
| Працездатне населення | Працездатне населення | Працездатне населення | Працездатне населення | Працездатне населення | Працездатне населення | Непрацездатне населення | Непрацездатне населення | Непрацездатне населення | Непрацездатне населення | Непрацездатне населення | Непрацездатне населення | Все населення |
| Чоловіки              | Чоловіки              | Жінки                 | Жінки                 | Разом                 | Разом                 | Чоловіки                | Чоловіки                | Жінки                   | Жінки                   | Разом                   | Разом                   | 2011          |
| ос.                   | %                     | ос.                   | %                     | ос.                   | %                     | ос.                     | %                       | ос.                     | %                       | ос.                     | %                       | 2011          |
| --------------------- | --------------------- | --------------------- | --------------------- | --------------------- | --------------------- | ----------------------- | ----------------------- | ----------------------- | ----------------------- | ----------------------- | ----------------------- | ------------- |
| 604                   | 29                    | 555                   | 27                    | 1139                  | 56                    | 406                     | 20                      | 505                     | 24                      | 911                     | 44                      | 2011          |

| Зайняті  | Зайняті  | Зайняті | Зайняті | Зайняті | Зайняті | Безробітні | Безробітні | Безробітні | Безробітні | Безробітні | Безробітні | Все населення |
| Чоловіки | Чоловіки | Жінки   | Жінки   | Разом   | Разом   | Чоловіки   | Чоловіки   | Жінки      | Жінки      | Разом      | Разом      | 2011          |
| ос.      | %        | ос.     | %       | ос.     | %       | ос.        | %          | ос.        | %          | ос.        | %          | 2011          |
| -------- | -------- | ------- | ------- | ------- | ------- | ---------- | ---------- | ---------- | ---------- | ---------- | ---------- | ------------- |
| 59       | 9        | 70      | 10      | 129     | 19      | 148        | 21         | 127        | 18         | 275        | 40         | 2011          |

| Дорослі | Діти | Пенсіонери | Інваліди Німецько-радянської війни | Учасники бойових дій | Інваліди всіх груп і категорій | Люди, які обслуговуються служб. соц. допом. на дому | Неповні сім'ї | Діти з неповних сімей | Багатодітні сім'ї | Діти з багатодітних сімей | Діти-інваліди | Діти-сироти | Одинокі багатодітні матері |
| ------- | ---- | ---------- | ---------------------------------- | -------------------- | ------------------------------ | --------------------------------------------------- | ------------- | --------------------- | ----------------- | ------------------------- | ------------- | ----------- | -------------------------- |
| 1512    | 558  | 636        | 7                                  | 6                    | 176                            | 30                                                  | 16            | 19                    | 50                | 172                       | 13            | 9           | 1                          |

## Вибори
Станом на 2011 рік кількість виборців становила 1492 особи.

### Керівний склад
| Прізвище, ім'я, по батькові | Основні відомості                                                                       | Дата обрання | Дата звільнення |
| --------------------------- | --------------------------------------------------------------------------------------- | ------------ | --------------- |
| Холодько Сергій Миколайович | Сільський голова, 1962 року народження, безпартійний                                    | 26.03.2006   | 31.10.2010      |
| Гура Людмила Федорівна      | Сільський голова, 1962 року народження, освіта середня спеціальна, член Народної партії | 31.10.2010   |                 |

Примітка: таблиця складена за даними сайту Верховної Ради України